# Ronald Brooks Kitaj
Ronald Brooks Kitaj (Chagrin Falls, 29 ottobre 1932 – Los Angeles, 21 ottobre 2007) è stato un pittore statunitense di origini ebraiche.

## Biografia

### La gioventù
Kitaj nacque nel 1932 a Chagrin Falls, nell'Ohio. Dopo aver studiato alla Troy High School, nello stato di New York, Ronald Kitaj divenne un marinaio mercantile a 17 anni e studiò all'Accademia di belle arti di Vienna e alla Cooper Union di New York. Dopo aver prestato servizio per due anni nell'esercito statunitense, si trasferì in Inghilterra dove studiò, grazie al G.I. Bill, alla Ruskin School of Drawing di Oxford (1958-1959) dove si appassionò alla pittura di Cézanne. Fra il 1959 e il 1961 andò al Royal College of Art di Londra che era frequentata in questo periodo da David Hockney, Derek Boshier, Peter Phillips, Allen Jones e Patrick Caulfield.

### Carriera
Nel 1963 Kitaj tenne la sua prima mostra personale alla Marlborough New London Gallery di Londra, intitolata Pictures with commentary, Pictures without commentary. Nel 1976 fu uno dei quarantotto artisti invitati ad esporre le loro opere a The Human Clay, rassegna curata dall'Arts Council alla Hayward Gallery.
Durante gli anni sessanta, Kitaj fu insegnante presso vari istituti londinesi, ovvero l'Ealing Art College, la Camberwell College of Arts e la Slade School of Fine Art. Dopo essere tornato negli USA nel 1967, entrò anche a far parte del corpo docenti dell'UC Berkeley, in California, nel 1968.

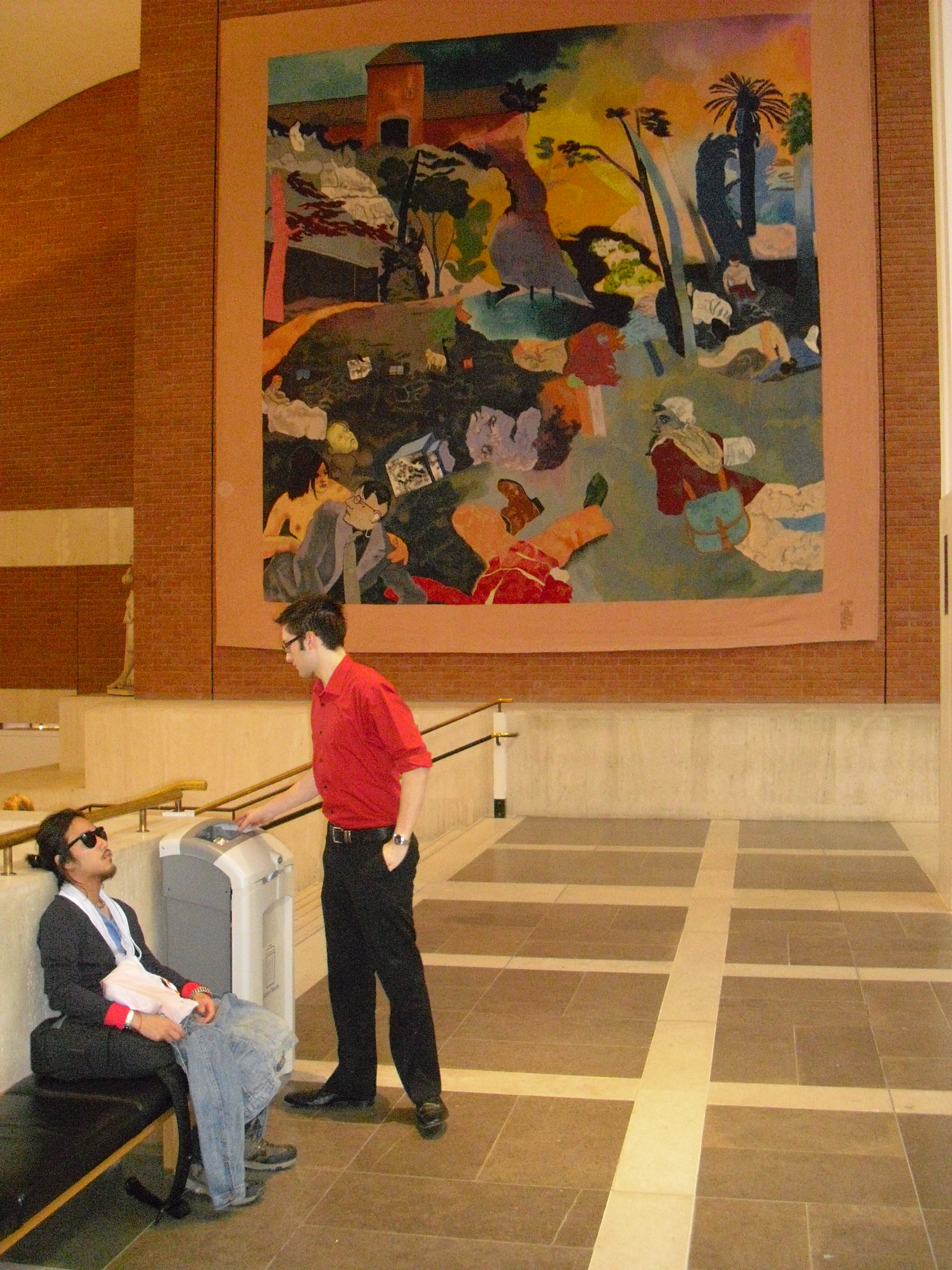
Opera di R. B. Kitaj nella British Library di Londra

Durante la fase della sua maturità artistica, Kitaj divenne maggiormente consapevole delle sue radici ebraiche. Ciò si rifletté nelle sue opere, che iniziarono a essere influenzate dall'Olocausto e alla lettura di Franz Kafka e Walter Benjamin. L'artista iniziò anche a considerarsi un "vagabondo ebreo". A conferma di ciò, nel 1989, egli pubblicò First Diasporist Manifesto, libretto in cui il pittore analizza la propria alienazione e come ciò ispirava la sua arte. Inntale volume, l'autore asserisce che "il diasporista vive e dipinge in due o più società contemporaneamente" e "non devi essere necessariamente ebreo per essere un diasporista".
La sua seconda retrospettiva di carriera venne tenuta alla Tate Gallery nel 1994. La mostra fu oggetto di pessime recensioni e la moglie dell'artista morì appena quarantasettenne poco dopo la fine dell'evento. Proprio per tali ragioni, Kitaj accusò i denigratori della rassegna di aver "ucciso" sua moglie. Nonostante le pessime recensioni, la mostra fu spostata al Museum of Modern Art e al Los Angeles County Museum of Art.
Nel 1997 Kitaj creò l'installazione Sandra Three, che si estendeva lungo una parete della Royal Academy of Arts.
Il pittore morì suicida per soffocamento a Los Angeles nell'ottobre 2007, otto giorni prima del suo settantacinquesimo compleanno.

## Vita privata
I genitori di Kitaj, entrambi di professione ebraica ma non praticanti, erano l'ungherese Sigmund Benway e la russa di origini ebraiche Jeanne Brooks. Benway divorziò da Brooks solo due anni dopo la nascita di Kitaj. Lei lavorò in un'acciaieria e come insegnante e si risposò nel 1941 con il dottor Walter Kitaj, un chimico ricercatore rifugiato di Vienna da cui Ronald prese il cognome.
Nel 1953, Kitaj sposò la sua prima moglie Elsi Roessler (morta suicida nel 1969). Dalla loro relazione nacque Lem Dobbs, che diventerà uno sceneggiatore. I due adottarono anche una bambina di nome Dominie.  Nel 1983, Kitaj sposò la pittrice Sandra Fisher (deceduta nel 1994) e da essi nacque il figlio Max.

## Libri
- 1989 – First Diasporist Manifesto
- 2007 – The Second Diasporist Manifesto